# 幌似駅
幌似駅（ほろにえき）は、かつて北海道岩内郡共和町幌似にあった日本国有鉄道（国鉄）岩内線の駅（廃駅）である。電報略号はホニ。事務管理コードは▲131802。

## 駅構造
廃止時点で、単式ホーム1面1線を有する地上駅であった。ホームは線路の北側（岩内方面に向かって右手側）に存在した。かつては相対式ホーム2面2線を有する列車交換可能な交換駅であった。使われなくなった駅舎と反対側の1線は、交換設備運用廃止後も側線として残っていたが、プラットホームは撤去されていた。そのほか小沢方から駅舎側に分岐し駅舎東側のホーム切欠き部分の貨物ホームへの貨物側線を1線有していた。
職員配置駅で、駅舎は構内の北側に位置しホーム中央部分に接していた。

## 駅名の由来
所在地名より。地名は、アイヌ語の「ポロイチャンイ（poro-ichan-i）」（大きい・サケやマスの産卵場）に由来するとされる。
幕末・明治の探検家松浦武四郎『丁巳日誌』には「ホロイチャン 多く鮭が卵を置く」とあり、それが「ホロイザンニ」「ホロニサンニ」と呼ばれるようになり、これが省略されて漢字を当てられ「幌似」となったと考えられている。
このほか、「ポロナイ（poro-nay）」（大きい・川）に由来するとする説もあるが、旧記などから、上記の説が妥当と考えられている。

## 利用状況
- 1981年度（昭和56年度）の1日乗降客数は54人[3]。

## 駅周辺
らいでん西瓜や雷電メロンの畑が広がっていた。
- 国道276号（尻別国道）
- 共和町役場
- 共和簡易郵便局
- 堀株川
- 北海道中央バス（高速いわない号）・ニセコバス「共和役場前」停留所

## 歴史

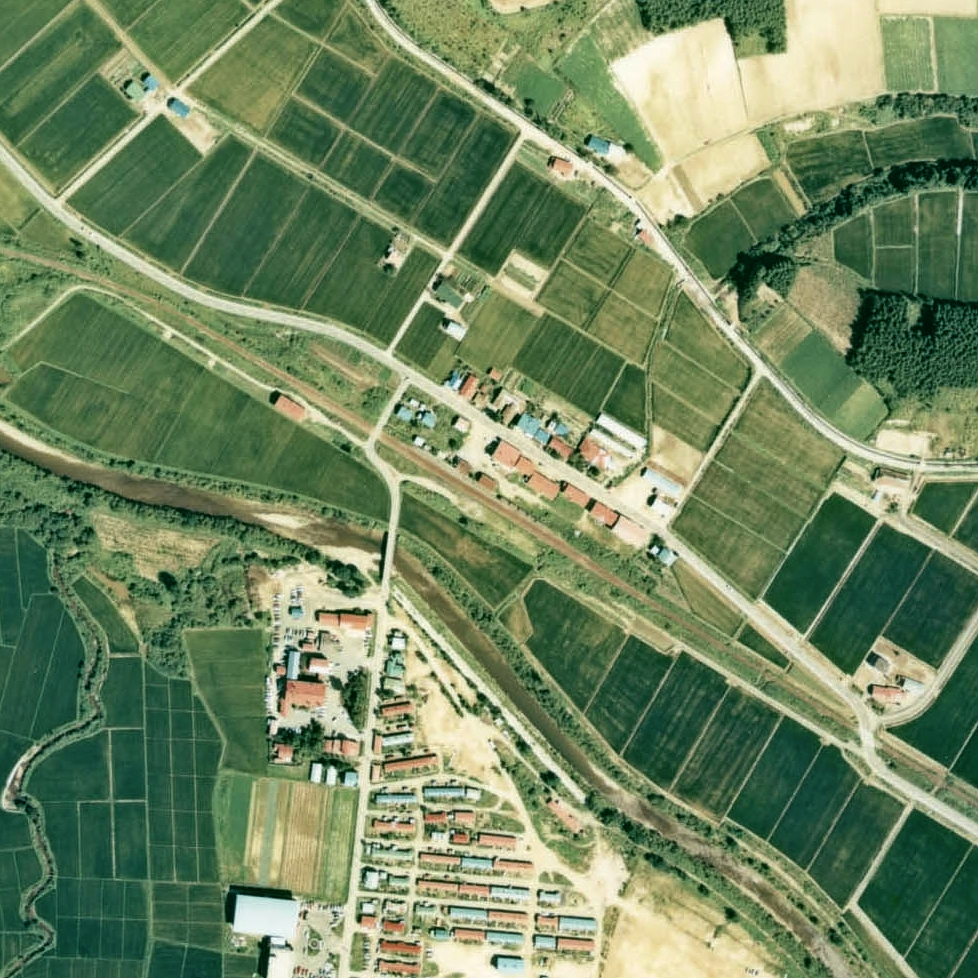
1976年の幌似駅と周囲約750m範囲。左が岩内方面。既に相対ホームは撤去され単式ホーム1面となっているが、レールは副本線として残されている。駅舎横の貨物ホームには貨車が留置されている。周囲は豊かな田園地帯であるため、かつては隣の前田駅と共に農作物の搬出が盛んであったが、この写真の直前に貨物取扱が廃止となっている。

- 1919年（大正8年）12月5日 - 鉄道院岩内軽便線の幌似駅として開業[5]。一般駅[1]。
- 1922年（大正11年）9月2日 - 線路名を岩内線と改称、同線の駅となる。
- 1976年（昭和51年）3月10日 - 貨物取扱い廃止[1]。
- 1984年（昭和59年）2月1日 - 荷物取扱い廃止[1]。
- 1985年（昭和60年）7月1日 - 岩内線の廃線に伴い廃止となる[1]。

## 駅跡
旧駅構内は共和町により「幌似鉄道記念公園」として整備されていた。駅舎、ホーム、駅名標、側線を含む線路など廃止当時の構内施設がそのまま残る形で保存されていた。駅舎内にはさよなら列車のヘッドマークや事務備品など岩内線関連資料が保存・展示され、貨物側線には旧型客車であるスハフ42形スハフ42 257と、それに連結してワフ29500形ワフ29587有蓋緩急車の2両が静態保存・展示されていた。
その後、国道276号岩内共和道路の工事のため、公園全体が移動した。本物のホームと線路は撤去、貨物ホームも埋められ屋根と痕跡を残すのみとなっている。駅舎は移設され、ホームと線路は新造、保存車両も移動した。2011年（平成23年）時点で現存している。

## その他
- 映画『旅路』（1967年（昭和42年）、製作：東映、監督：村山新治）のロケ地として利用される。物語の主役、室伏雄一郎（演：仲代達矢）の勤務駅である。なお、同作品の中で当駅は函館本線塩谷駅として描かれている[8]。

## 隣の駅
日本国有鉄道
岩内線
国富駅 - 幌似駅 - 前田駅